# Lega Siaka
Lega Siaka (* 21. Dezember 1992 in Port Moresby, Papua-Neuguinea) ist ein papua-neuguineischer Cricketspieler, der seit 2014 für die papua-neuguineanische Nationalmannschaft spielt.

## Aktive Karriere
Beim ICC Cricket World Cup Qualifier 2014 sorgte Siaka mit Centuries gegen Kenia und Namibia dafür, dass Papua-Neuguinea ODI-Status erhielt. Sein ODI-Debüt für die Nationalmannschaft gab er gegen Hongkong im November 2014. Im zweiten Spiel der Serie erzielte er ein Century über 109 Runs aus 114 Bällen. Im Juli 2015 folgte sein Twenty20-Debüt in Irland. Bei der ICC World Cricket League Division Two 2019 erzielte er gegen die Vereinigten Staaten 62 Runs. Er war Teil der papua-neuguineischen Mannschaft beim ICC Men’s T20 World Cup 2021, konnte dort jedoch nicht herausstechen. Im März 2022 reiste er mit dem Team nach Nepal für eine ODI-Serie und erzielte dabei ein Fifty über 90 Runs, wofür er als Spieler des Spiels ausgezeichnet wurde. Bei einer Twenty20-Serie in Malaysia im März 2024 konnte er abermals ein Fifty (55 Runs) erreichen. Daraufhin wurde er für den Kader für den ICC Men’s T20 World Cup 2024 nominiert.